# BPER Banca
BPER Banca, anciennement Banca Popolare dell'Emilia Romagna, est une banque italienne dont le siège est implanté à Modène.

## Histoire
La Banca Popolare dell'Emilia Romagna est créée en 1867 par la Società di mutuo soccorso.
En 1973, la banque se lance dans une politique de développement régional par acquisitions. En 1992, la Banca Popolare dell'Emilia Romagna a gagné une dimension régionale et se renomme BPER Banca. Le groupe BPER est créé en 1994 pour dépasser les perspectives régionales de la banque. Entre 1994 et 2000, BPER rachète une quinzaine de banques italiennes.
En 2007, BPER annonce la fusion de ses activités avec la Banca Popolare di Milano (BPM) pour créer la sixième banque du pays, une fusion qui a finalement échoué.
En octobre 2014, Banca Popolare dell'Emilia Romagna a échoué avec 24 autres banques aux tests de résistances de la banque centrale européenne et de l'autorité bancaire européenne.
En mars 2017, Banque Populaire d'Emilie Romagne annonce la reprise de CariFerrara pour 1 € symbolique. Cette opération est cependant conditionné à la reprise par le fonds Atlante 380 millions de crédits douteux de CariFerrara et à une augmentation du capital de CariFerrara de 240 millions avant cette opération. Par cette acquisition, Banque Populaire d'Emilie Romagne acquiert une centaine d'agence.
En février 2019,  BPER acquiert les activités bancaires d'Unipol, son principal actionnaire avec une participation de 15 %, pour 220 millions d'euros, acquérant par cela 500 000 clients.
En février 2020, Intesa Sanpaolo annonce l'acquisition de UBI Banca pour 4,9 milliards d'euros. L'accord prévoit la vente de 400 à 500 agences d'UBI Banca à BPER Banca, pour des questions de concurrence.
En janvier 2022, BPER ouvre des négociations exclusives pour acquérir Carige, pour un montant d'1 € symbolique, avec un renflouement de 530 millions d'euros de Carige par le Fondo Interbancario di Tutela dei Depositi, un fonds de garanti, actionnaire de Carige.
En février 2025, BPER annonce l'acquisition de Banca Popolare di Sondrio, qui a également pour actionnaire principal Unipol.